# Władysław Klaczyński

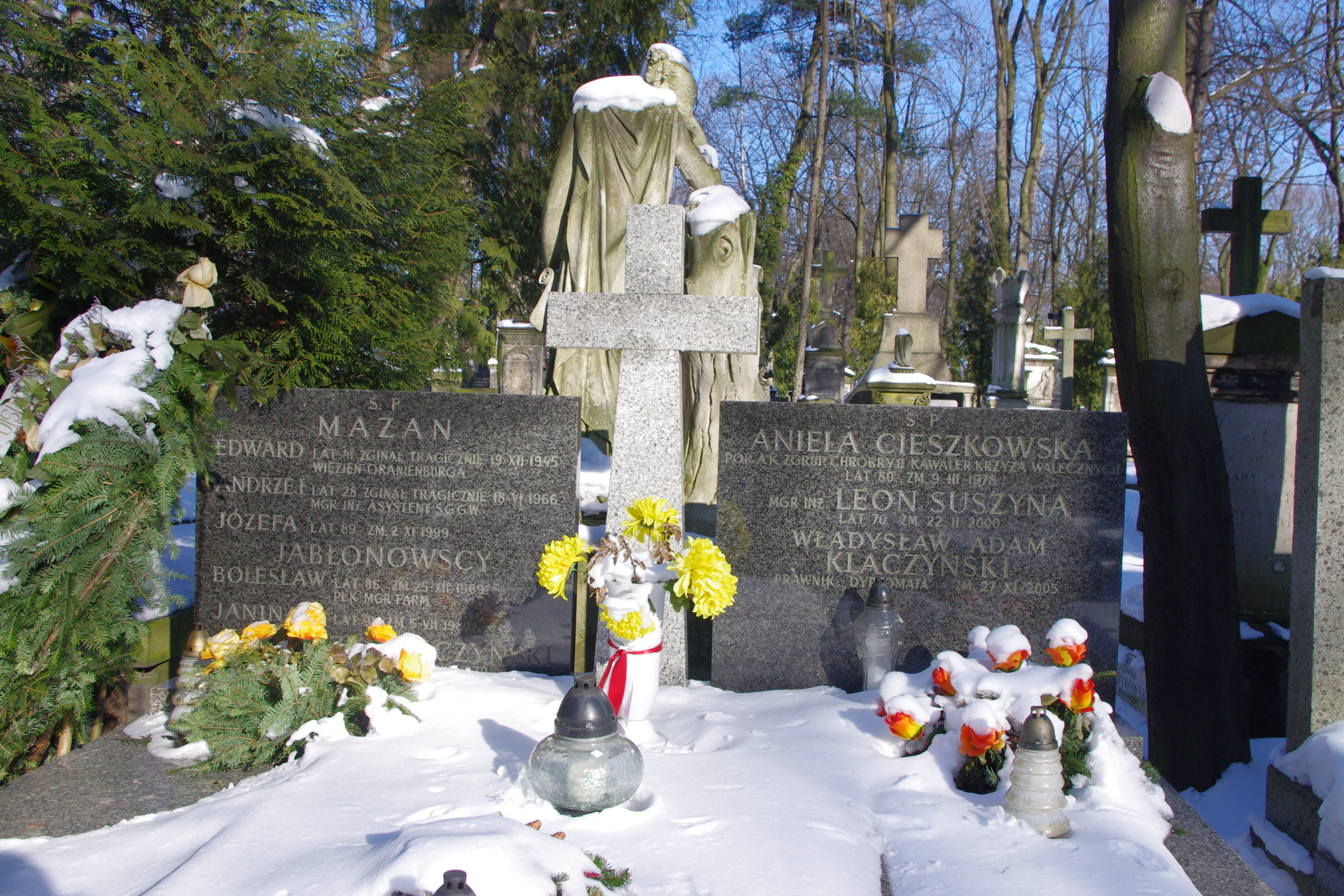
Grób Anieli Cieszkowskiej (1898–1978) – powstańca warszawskiego, damy Krzyża Walecznych, oraz Władysława Klaczyńskiego na cmentarzu Powązkowskim w Warszawie

Władysław Adam Klaczyński (ur. 3 stycznia 1929 w Wołkowysku, zm. 27 listopada 2005) – polski prawnik i dyplomata.

## Życiorys
Ukończył studia na Wydziale Prawa i Administracji Uniwersytetu Warszawskiego. Od 1951 należał do PZPR. Od 1957 był pracownikiem władz administracyjnych m.st. Warszawy – przewodniczącym Prezydium Dzielnicowej Rady Narodowej Warszawa-Praga, -Śródmieście, -Mokotów. Od 1968 związany z Ministerstwem Spraw Zagranicznych. Był radcą w ambasadzie w Paryżu, w ambasadzie w Moskwie. W latach 1976–1981 był konsulem generalnym PRL w Brukseli. Po 1989 pełnił funkcję m.in. dyrektora departamentu prasy i informacji oraz departamentu promocji i informacji. Od 29 listopada 1994 do 14 lutego 2000 ambasador RP w Hiszpanii, jednocześnie od 8 marca 1998 do 29 czerwca 2001 akredytowany w Andorze. 
Był wykładowcą Europejskiej Akademii Dyplomatycznej. 
Odznaczony m.in. Krzyżem Kawalerskim Orderu Odrodzenia Polski i Krzyżem Oficerskim Legii Honorowej (Francja). Pochowany na cmentarzu Powązkowskim (kwatera 14-2-20/21).